# G.222 (航空機)
G.222
イタリア空軍のG.222
- 用途：輸送機
- 製造者：アエリタリア（現アレーニア・アエルマッキ）
- 運用者

-  イタリア（イタリア空軍）
-  アルゼンチン（アルゼンチン陸軍）
-  ベネズエラ（ベネズエラ空軍・陸軍）
-  アラブ首長国連邦（アラブ首長国連邦空軍）他

- 初飛行：1970年7月18日
- 生産数：111機
- 運用開始：1978年4月
- 運用状況：一部の国で現役

G.222は、イタリアのアエリタリア（現アレーニア・アエルマッキ）が製造したターボプロップ輸送機。G222あるいはG-222とも表記される。

## 概要
高翼配置の主翼にターボプロップエンジンを二基搭載しており、主脚は胴体下側面のバルジ（膨らみ）に収納している。そして、胴体後部の貨物扉、水平尾翼の配置は通常形式と、C-130 ハーキュリーズからエンジンを減らしたイメージによく似ているため、「ミニ・ハーキュリーズ」とも呼ばれる。外見とは裏腹に機動性が高く、バレルロールを披露できるほどである。また、小型の機体に効率的な主翼を搭載しているためSTOL性に優れ、短い未舗装滑走路で運用することも可能である。
開発は、1962年の北大西洋条約機構（NATO）による垂直離着陸輸送機（NBMR4）の要求に遡る。当初、リフトエンジンを搭載した垂直離着陸輸送機として開発が行われたが、これは途中で計画中止となった。その後、通常型の輸送機として開発が続行され、初号機は1970年7月18日に初飛行した。1972年にイタリア空軍に制式採用され、C-119輸送機の後継として、1978年4月から部隊配備が開始された。輸出も行われ、1990年代後半からはアレニア社とロッキード・マーティン社が共同で改良を施した新世代型C-27Jに生産が移行している。

## アメリカ軍での採用

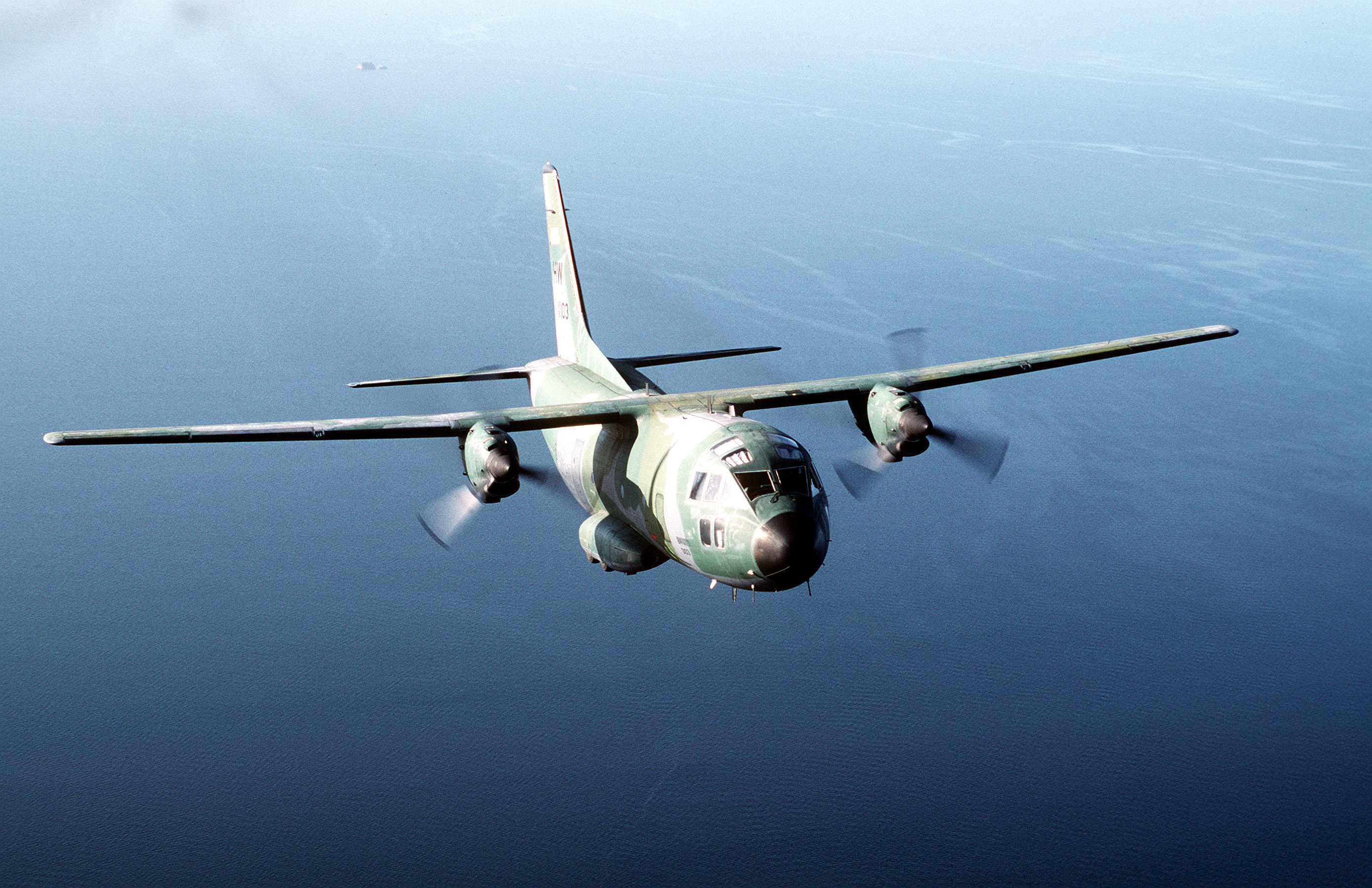
C-27A スパルタン

アメリカ空軍は、パナマ運河地帯を拠点にする南方軍で用いるための迅速反応戦域内輸送機（RRITA）として、1990年にG.222を採用した。比較的小型の機体のため、野原や小規模飛行場での運用に適していたためである。C-27A スパルタンの名称で10機が引き渡されたこれらの機体には、クライスラーが開発したアメリカ空軍向けの装備品が搭載されていた。
しかし、軍事予算削減の影響で1999年に運用終了となり、現在は民間登録されてアメリカ政府で運用されている。

## 運用国

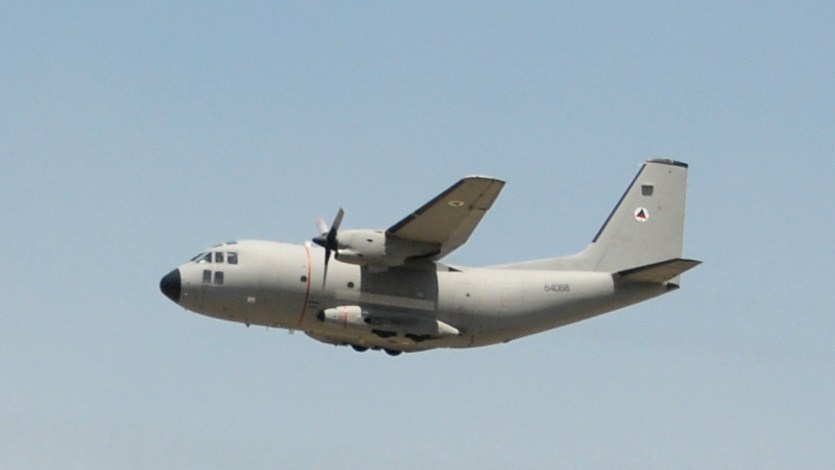
アフガニスタン空軍機

アフガニスタン
イタリア空軍の中古機。2009年に導入したが部品不足に悩まさていた。
 アラブ首長国連邦（ドバイ）
 アルゼンチン
 イタリア
輸送機型はC-27Jと交代済み。
 リビア
 ナイジェリア
 ペルー
 ソマリア
 タイ
 チュニジア
 アメリカ合衆国
 ベネズエラ

## 諸元・性能
出典: Taylor (1988). Jane's All The World's Aircraft 1988-89. Jane's Information Group. pp. pp. 143-144 
 Bill Norton (2002). STOL progenitors: the technology path to a large STOL transport and the C-17A. AIAA. ISBN 9781563475764
諸元
- 乗員: 4名（機長、副機長、機関士、ロードマスター）
- 定員: 兵員53名
- ペイロード: 9,000 kg (20,000 lb)
- 全長: 22.70 m (74 ft 6 in)
- 全高: 9.80 m (32 ft 2 in)
- 翼幅: 28.70 m (94 ft 2 in)
- 翼面積: 82.0 m2 (883 sq ft)
- 空虚重量: 14,590 kg (32,170 lb)
- 最大離陸重量: 28,000 kg (62,000 lb)
- 動力: GE T64-GE-P4D ターボプロップ、2,535kW （3,400hp）   × 2

性能
- 最大速度: 540 km/h (290 kn)  M0.44※高度4,575m（15,000ft）時
- 巡航速度: 439 km/h (237 kn)  M0.36※高度6,000m（19,700ft）時
- 航続距離: :* 最大積載時：1,371 km (740 nmi)

- フェリー時：4,633 km (2,502 nmi)

- 実用上昇限度: 7,620 m (25,000 ft)
- 上昇率: 8.7m/s （1,705ft/min）
- 離陸滑走距離: 662 m (2,172 ft)
- 着陸滑走距離: 545 m (1,788 ft)

|                  | C-1                                                  | G.222                                    | C-27J                                                      | C-295                                                         | An-26                               | An-72                                   |
| ---------------- | ---------------------------------------------------- | ---------------------------------------- | ---------------------------------------------------------- | ------------------------------------------------------------- | ----------------------------------- | --------------------------------------- |
| 画像             |                                                      |                                          |                                                            |                                                               |                                     |                                         |
| 乗員             | 5名                                                  | 4名                                      | 3名                                                        | 2名                                                           | 5名                                 | 3 - 5名                                 |
| 全長             | 29.0 m                                               | 22.7 m                                   | 22.7 m                                                     | 24.50 m                                                       | 23.80 m                             | 28.07 m                                 |
| 全幅             | 30.6 m                                               | 28.7 m                                   | 28.7 m                                                     | 25.81 m                                                       | 29.20 m                             | 31.89 m                                 |
| 全高             | 9.99 m                                               | 9.8 m                                    | 9.8 m                                                      | 8.60 m                                                        | 8.58 m                              | 8.65 m                                  |
| 空虚重量         | 23,320 kg                                            | 14,590 kg                                | 17,000 kg                                                  | 11,000 kg                                                     | 15,200 kg                           | 19,050 kg                               |
| 最大離陸重量     | 45,000 kg                                            | 28,000 kg                                | 30,500 kg                                                  | 23,200 kg                                                     | 24,000 kg                           | 34,500 kg                               |
| 最大積載量       | 11,900 kg                                            | 9,000 kg                                 | 11,500 kg                                                  | 9,250 kg                                                      | 5,500 kg                            | 10,000 kg                               |
| 発動機           | P&W JT8D ×2                                          | GE T64-GE-P4D ×2                         | RR AE 2100-D2A ×2                                          | P&Wカナダ PW127G ×2                                           | プログレス AI-24VT ×2               | プログレス D-36 ×2                      |
| 発動機           | ターボファン                                         | ターボプロップ                           | ターボプロップ                                             | ターボプロップ                                                | ターボプロップ                      | ターボファン                            |
| 巡航速度         | 650 km/h                                             | 439 km/h                                 | 583 km/h                                                   | 480 km/h                                                      | 440 km/h                            | 600 km/h                                |
| 航続距離         | - 0 t / 2,400 km - 6.5 t / 2,185 km - 8 t / 1,500 km | - フェリー時 / 4,633 km - 9 t / 1,371 km | - フェリー時 / 5,926 km - 6 t / 4,260 km - 11 t / 1,852 km | - フェリー時 / 5,220 km - 4.5 t / 4,300 km - 9.2 t / 1,445 km | - 0 t / 2,550 km - 5.5 t / 1,100 km | - フェリー時 / 4,800 km - 10 t / 800 km |
| 最短離陸滑走距離 | 460 m                                                | 662 m                                    | 580 m                                                      | 670 m                                                         | 1,240 m                             | 400 m                                   |
| 初飛行           | 1970年                                               | 1970年                                   | 1999年                                                     | 1997年                                                        | 1969年                              | 1977年                                  |
| 運用状況         | 退役                                                 | 現役                                     | 現役                                                       | 現役                                                          | 現役                                | 現役                                    |

## 派生型
G.222
基本型。

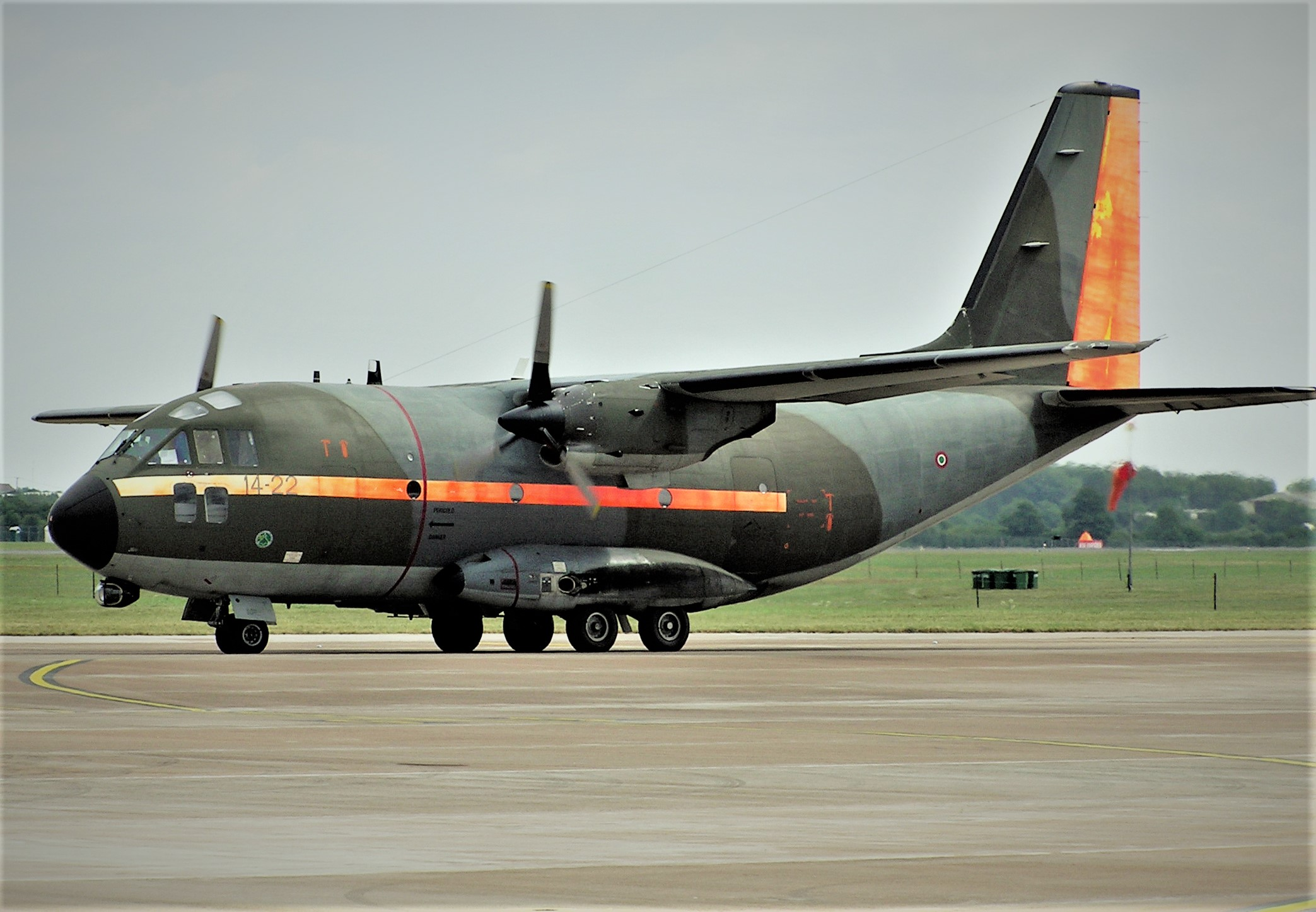
G.222RM
電波航法援助施設点検機。
G.222SAA
消防型。
G.222T
リビア向け。アメリカの経済制裁によりT64 エンジンなどのアメリカ製部品が輸出できなかったため、ロールス・ロイス製タインエンジンとヨーロッパ製計器を搭載している。
G.222VS
電子戦型。
C-27A スパルタン
アメリカ空軍向け。